# Migdolus brachypterus
Migdolus brachypterus är en skalbaggsart som beskrevs av Lane 1972. Migdolus brachypterus ingår i släktet Migdolus och familjen långhorningar. Inga underarter finns listade i Catalogue of Life.